# Pertingent
De pertingent is een naamval waarvan de betekenis "iets anders aanrakend" is. Als aparte naamval komt de pertingent voor zover bekend alleen voor in het Tlingit. De betekenis van de pertingent wordt in andere talen (zoals de Fins-Oegrische) weergegeven met behulp van andere naamvallen zoals de adessief.